# Our Song (Waylon)
Our Song is een single uit 2016 van de Nederlandse zanger Waylon.
Het is afkomstig van zijn album Seeds, waarop de country-/popzanger met diverse muziekstijlen experimenteert. Our Song is opgenomen als eerbetoon aan de disco van de late jaren 70 en beleefde zijn première op 18 november 2016 in de talkshow RTL Late Night, net als de andere nummers van Seeds.
Het nummer werd een radiohit, maar kwam niet in de Nederlandse hitlijsten terecht. In de Vlaamse Ultratip 100 bereikte het de 16de plaats.